# Mäeküla (Otepää)
Mäeküla – wieś położona w estońskiej gminie Otepää.
Według spisu ludności z 2021 roku wieś Mäeküla miała 36 mieszkańców.